# 巖谷一六

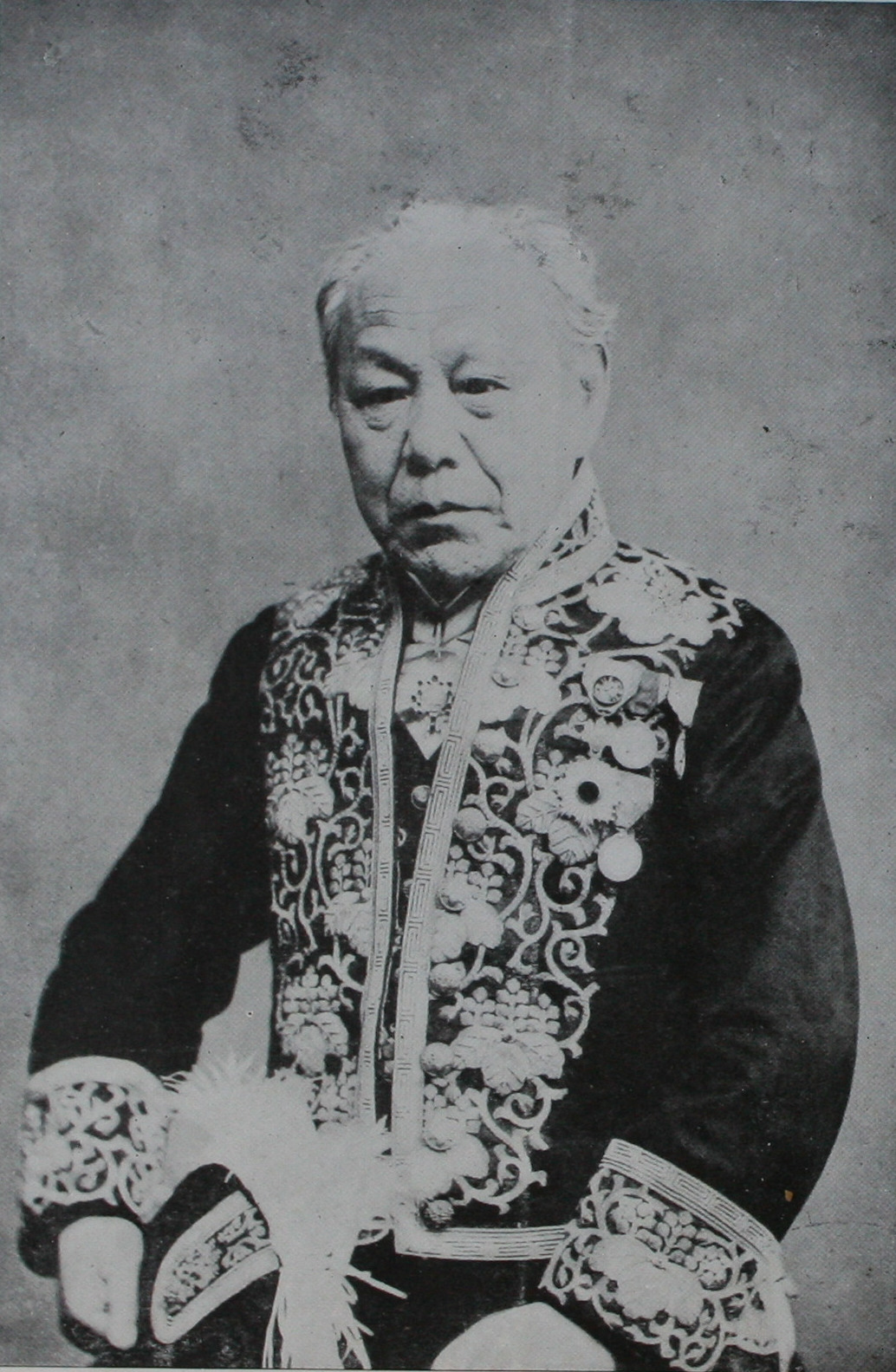
巖谷一六

巖谷 一六（いわや いちろく、天保5年2月8日（1834年3月17日） - 明治38年（1905年）7月12日）は、近江国（滋賀県）出身の書家、官僚、漢詩人。本名は修（しゅう）（幼名は辨治、ついで迂也）、字は誠卿。特に書家として名高く、一六（一六居士）はその号で、別号に迂堂・古梅・金粟道人などがある。日本近代児童文学の創始者と評される巖谷小波はその三男。

## 経歴
天保5年（1834年）、近江国甲賀郡水口（現在の滋賀県甲賀市）に生まれる。巌谷家は代々水口藩加藤家の侍医で、姓は正しくは「巖谷」と記す。ただしもとは「岩谷」で一六の時に字を改めたものである。
父玄通が天保10年（1839年）一六が6歳の時に亡くなり、家督を嗣ぐも幼少のため、しばらくして母利子とともに京都に赴き、同地で医術を三角棣園に、漢籍を皆川西園・家里松嶹に、書を安見氏に学んだ。幼少より能書で聞こえ版下書をして学費を補った。安政元年（1854年）水口に戻り立的（りゅうてき）の名で藩医を勤める一方、藩の儒者で藩政改革の指導者であった中村栗園に師事し、「正義党」の一員として当時二分していた藩論を尊王へと導くに奔走した。この間多くの漢学者や勤王家と交流した。
慶応4年（明治元年・1868年）4月、徴士として新政府に出仕し、総裁局史官試補を振り出しに書記官僚の道を歩み、主に詔勅をはじめとした公文書の起草・浄書に携わった。三条実美の知遇も得て、枢密権大史、太政官大書記官、一等編修官、修史館監事、内閣大書記官、元老院議官などを歴任した。1890年（明治23年）10月20日、元老院が廃止され議官を非職となり錦鶏間祗候を仰せ付けられ、1891年4月21日、非職元元老院議官を依願免本官となる。同年4月15日、貴族院勅選議員に任じられた。
1905年（明治38年）、腎炎のため72歳で没した。戒名は文簡院古梅誠修居士。その墓は京都市東山区霊山の正法寺にあり、顕彰碑「従三位巖谷君之碑」（楊守敬篆額・三島中洲撰文・日下部鳴鶴書丹 明治44年建立）が滋賀県甲賀市水口町京町の大岡寺境内に建つ。なお両親までの一族の墓所は同市水口町城内の真徳寺にある。

### 書家として
はやくから能書家として知られ、日下部鳴鶴、中林梧竹と並ぶ明治の三筆の一人と称される。初め中沢雪城に師事して菱湖流を学んだが、明治政府出仕後は旧習を脱して、顔真卿の書を基盤とした雄渾な書風へと転じている。さらに1880年（明治13年）に来日した楊守敬から六朝書法を学び独自の書風を確立する。各体をよくし、特に行草書は瀟洒な風をなしている。とくに閑職となってからは各地に旅行し多数の揮毫作品が伝わる。また日下部鳴鶴と同様数多くの石碑の文字を書いており、現在も全国に250基以上の碑が残っている。
また、甲賀市水口歴史民俗資料館（甲賀市水口町水口）に「巖谷一六・小波記念室」があり、近年明治4年から12年にかけての自筆日記や、没後編纂された『一六遺稿』未収録の漢詩文稿が収蔵され、それぞれ翻刻公刊された。

## 栄典
位階
- 1874年（明治7年）2月18日 - 従五位[6]
- 1886年（明治19年）11月16日 - 正五位[7]
- 1894年（明治27年）5月21日 - 正四位[8]
- 1905年（明治38年）7月12日 - 従三位[9]

勲章等
- 1887年（明治20年）11月25日 - 勲四等旭日小綬章[10]
- 1889年（明治22年）11月25日 - 大日本帝国憲法発布記念章[11]
- 1890年（明治23年）6月30日 - 勲三等瑞宝章[12]
- 1905年（明治38年）7月12日 - 勲二等瑞宝章[9]

## 師弟関係
- 中沢雪城
  - 巖谷一六
    - 辻香塢

## 雅号の由来
明治時代初期の役所の公休日は、「一」と「六」の付く日で、その日は筆を持つ日と決めて、「一六」という号をつけたと言い伝えられている。

## 家族
- 父・玄通：近江国野洲郡永原村医師村田宗徳三男。水口藩藩医。
- 母・利子：鷹司家諸大夫青木吉利次女。玄通死去後京都に移り、のち新待賢門院祐筆、薙髪し瑞松院と号する。
- 子
  - 立太郎：長男、鉱山学者、東京大学理学部教授。工学博士。
  - 弁二郎：次男、日下部鳴鶴の養子となる。東京市土木局技師長。第13代土木学会会長。工学博士。　
  - 幽香：次女、冨森篤（関西鉄道常務）と結婚。のち水口基督教会初代宣教師、さらに同志社女学校舎監となる。
  - 季雄：三男（筆名・小波）。 児童文学者。
  - 春生：四男、一六の家を嗣ぐ。号・獨嘯、『一六遺稿』乾坤 を刊行。